# Lucas (motorfiets)
Lucas is een historisch motorfietsmerk.
De bedrijfsnaam was: Otto Lucas & Co. GmbH, Motorfahrzeugfabrik, Gotha.
In 1923 ontstonden in Duitsland honderden kleine motorfietsproducenten, die vrijwel zonder uitzondering inbouwmotoren van andere merken in eigen frames monteerden, waardoor de productiekosten laag bleven en men kon voorzien in de vraag naar goedkope vervoermiddelen. Otto Lucas kocht ook motoren in, de 129cc-Bekamo-hulpzuiger-tweetaktmotor, maar hij ontwikkelde ook een eigen 148cc-kopklepmotor. Net als andere kleine merken kon hij geen dealernetwerk opbouwen en was hij afhankelijk van regionale klandizie. Hij moest de productie dan ook al in 1924 beëindigden.